# Kwartalnik Naukowy
Kwartalnik Naukowy – pismo wydawane w Krakowie w latach 1835–1836 (łącznie 4 tomy) pod redakcją Antoniego Zygmunta Helcla. 
Zamierzeniem redaktora było przekazywanie polskiemu środowisku naukowemu osiągnięć europejskiej nauki i propagowanie rozwoju humanistyki. Pismo było organem prasowym Stowarzyszenia Jedności Narodowej i miało charakter konserwatywny, choć jego główni publicyści odżegnywali się od polityki. Helcel i Wielopolski przedstawiali natomiast w "Kwartalniku" własne koncepcje filozoficzne i społeczne, krytykowali dążenia centralistyczne w monarchii habsburskiej, przejawiane zarówno przez liberałów, jak i absolutystów, postulowali oparcie zasad życia społecznego o religię, konsekwentnie nie poruszali tzw. "kwestii polskiej". 
Będąc ważnym organem naukowym o ogólnopolskiej randze, pismo miało liczne grono współpracowników do których należeli m.in. Kazimierz Brodziński, Václav Hanka, W. Kopff, Józef Kremer, Karol Libelt, Wacław Aleksander Maciejowski, Karol Mecherzyński, Józef Muczkowski, J.E. Purkině, K. Trojański, Kazimierz Władysław Wójcicki, Aleksander Wielopolski.